# Babacar (groupe)
Pour les articles homonymes, voir Babacar (homonymie).
Babacar est un éphémère groupe de rock et de worldbeat britannique formé par la chanteuse Caroline Crawley, le bassiste Roberto Soave (tous deux anciens membres du groupe Shelleyan Orphan) et Boris Williams ex batteur de The Cure. Ils sont rejoints par les guitaristes Jemaur Tayle (ex Shelleyan Orphan lui aussi) et Rob Steen (issu du groupe Presence).
Le groupe ne sort qu'un seul album simplement titré Babacar en 1998, accompagné d'un single 3 titres, Midsummer, le tout distribué par le label indépendant Absolute A Go Go,. Le guitariste Porl Thompson a participé à l'enregistrement du disque qui s'est déroulé dans les studios de Peter Gabriel à Bath.
Babacar se sépare en 2000.